# Алёшин, Анатолий Александрович
Анато́лий Александрови́ч Алёшин (род. 15 марта 1949, Москва, СССР) — советский и российский певец, рок-музыкант.

## Биография

### Детство и юность
Анатолий Александрович Алёшин родился 15 марта 1949 года в Москве. Его детство выпало на тяжёлые послевоенные годы. Семья жила небогато: шесть человек ютились в 12-метровой комнате коммуналки. С ранних лет Анатолий проявлял интерес к музыке. Родители записали его в музыкальную школу по классу скрипки, однако после её окончания он поступил в Московский авиационный техникум имени Н. Н. Годовикова, чтобы получать более высокую стипендию.
С юных лет Алёшин увлекался иностранными рок-группами, такими как The Beatles и The Rolling Stones, чьи песни он исполнял с первой самодеятельной группой "Ветер перемен".

### "Весёлые ребята"
После службы в армии Анатолий стал вокалистом ансамбля «Весёлые ребята»  с 1973 по апрель 1979. Этот коллектив был на пике популярности благодаря хитам "Алёшкина любовь" и "Люди встречаются". Участие Алёшина привлекло новую аудиторию, и он быстро стал одним из центральных участников группы. Вместе с ансамблем он записал альбом "Любовь — огромная страна" и исполнил дуэт с Аллой Пугачёвой в песне "Вишня".

### "Аракс"
В 1979 году Алёшин присоединился к группе "Аракс", которая базировалась в театре Ленинского комсомола. Руководитель коллектива Сергей Рудницкий собрал супергруппу с высококлассными музыкантами. В "Араксе" Алёшин стал солистом, благодаря своему более жёсткому вокальному стилю, который соответствовал новой музыкальной концепции группы. Как говорит Вадим Голутвин, «многие считают, что тот недолгий период, когда Беликов и Алёшин работали вместе в „Араксе“, был самым насыщенным. В 1980 году Анатолий Алёшин принял участие в записи литературно-музыкальной композиции Евгения Евтушенко и Глеба Мая «Исповедь».
Алёшин участвовал в записи альбома "Колокол тревоги" и выступал в рок-опере "Звезда и смерть Хоакина Мурьетты". Коллектив пользовался популярностью благодаря своему профессионализму и техническому оснащению. Однако в 1982 году группа была расформирована Министерством культуры СССР.

### "Феникс" и "Стайер"
После распада "Аракса" Анатолий создал группу "Феникс", а позже — "Стайер". Эти коллективы позволили ему экспериментировать с музыкальными стилями и звучанием. В составе "Стайера" он выпустил несколько песен, которые получили признание слушателей, но эти проекты не достигли уровня популярности "Весёлых ребят" или "Аракса". Он также сотрудничал с группами "Квадро", "Кинематограф" и «группа Цветы».
В 1987 году Алёшин также принял участие в записи клипа на песню «Замыкая круг» совместно с другими звёздами советской эстрады.

### Сольная карьера
В начале 90-х годов Алёшин начал сольную карьеру, выпустив альбом "Хрусталь и шампанское" (1991). В 1990 году эмигрировал в США; по словам музыканта, эта поездка стала для него «настоящим мастер-классом рок-н-ролла». В 2002 году вернулся в Россию и предпринял попытку возродить «Аракс» и выпустить альбом "Странная ночь" (2006).
В 2006 году записал альбом со своим сольным проектом «Алёшин». По стилю альбом представляет собой смесь хэви-метала, индустриального металла и рок-мотивов с большим количеством сэмплов и клавишных инструментов.
В 2008 году выступал в российском отборе на Евровидение с песней «One More Try» (16-е место среди 26 исполнителей). Принимал участие в музыкальном шоу на НТВ "Суперстар 2008: Команда мечты".
В 2019 году поучаствовал в телевизионном шоу «Голос 60+»; в 2021 году выступил на юбилее группы «Моральный кодекс».
Алёшин активно выступал на телевизионных шоу и участвовал в музыкальных конкурсах. Он также стал участником музыкально-литературного проекта Маргариты Пушкиной «Династия посвящённых».

### Личная жизнь
С первой женой Людмилой у Алёшина родился сын Станислав, который проживает в Америке. Позже Анатолий женился на Анастасии, с которой воспитывает сына Михаила, родившегося в 2017 году.

### Современные выступления
Анатолий Александрович продолжает выступать, участвуя в телевизионных программах и концертах. В декабре 2023 года он выступил в программе "Мужские песни о главном" на канале "ТВ Центр".

## Творческий стиль и технологии
Алёшин известен своим мощным вокалом и широким диапазоном. Его голос сочетает теноровую гортань с басовыми связками, что обеспечивает уникальную выносливость и тембр. Однако, как и многие вокалисты его поколения, он сталкивался с серьёзной нагрузкой на голосовые связки, что иногда приводило к ларингитам.
С развитием музыкальных технологий Алёшин неоднократно выражал обеспокоенность девальвацией профессионального мастерства из-за повсеместного использования фонограмм и секвенсоров. Тем не менее, он остаётся приверженцем живых выступлений и высоко ценит исполнительское мастерство.

## Дискография

### В составе ВИА "Весёлые ребята"
- 1974 — "Любовь — огромная страна"
- 1974 — "Песни Д. Тухманова"
- 1975 — "Песни Рудольфа Манукова"
- 1976 — "Золотой Орфей"
- 1978 — "Дружить нам надо"
- 1979 — "Музыкальный Глобус"

### В составе группы "Аракс"
- 1980 — "Колокол тревоги"
- 1981 — "Группа "Аракс""

### Сольно
- 1991 — "Хрусталь и шампанское"
- 2006 — "Алёшин"

## Каверына Анатолия Алёшина
| Песня         | Группа     | Альбом | Год  |
| ------------- | ---------- | ------ | ---- |
| Странная ночь | Тень веков | Live   | 2010 |